# Kolavige, Hunsur
Kolavige là một làng thuộc tehsil Hunsur, huyện Mysore, bang Karnataka, Ấn Độ.